# EuroBrun ER189
La EuroBrun ER189 è una monoposto di Formula 1 costruita dalla scuderia italo-svizzera EuroBrun per partecipare al campionato mondiale di Formula 1 1989.
La vettura è stata progettata da George Ryton e era alimentata da un motore Judd EV da 3,496 cm³ con architettura V8 a 76°. Per la stagione 1990 è stata progettata un'evoluzione della monoposto chiamata EuroBrun ER189B.